# 卡斯尔巴
卡斯尔巴（英语：Castlebar；爱尔兰语：Caisleán an Bharraigh），是爱尔兰梅奥郡的一个城镇，位于该郡中部。总人口10826（2011年）。该城镇为梅奥郡郡治，也是该郡人口最多的城镇。